# 一条能保
一条 能保（いちじょう よしやす）は、平安時代末期から鎌倉時代前期にかけての公卿。藤原北家中御門流、丹波守・藤原通重の長男。一条二位入道と号す。

## 経歴
父方の祖母は後白河法皇の同母姉の上西門院の乳母の一条で、能保は後白河法皇や上西門院に近い立場にあった。また、母は当時の宮中で勢力を保っていた閑院流の徳大寺公能の娘であった。
鳥羽院政期の久安5年（1149年）3歳で父・藤原通重が死没し、以後は祖母に育てられ、後に祖母が所有していた一条室町邸を譲り受けた。仁平3年（1153年）上西門院御給により叙爵し、保元2年（1157年）11歳にして丹波守に任官される。しかし僅か一年で任を解かれ、暫くの間は国司に任官されなかった。
仁安2年（1167年）母方の縁に連なる徳大寺家出身の太皇太后の藤原多子に太皇太后宮権亮として仕える。この時期は徳大寺家や上西門院に近い存在ながら、官職には恵まれていなかったが、仁安3年（1168年）従五位上、承安3年（1173年）正五位下と上西門院の給により昇進を重ねた。この間に源頼朝の同母姉妹である坊門姫を妻に迎えている。この縁について、頼朝及び坊門姫の母方・熱田大宮司家も同様に上西門院に近い存在であったことが指摘されている。
治承4年（1180年）治承・寿永の乱が勃発。乱の初期においての能保の動向は明らかではないが、京が木曾義仲の勢力下にあった寿永2年（1183年）頃にその圧迫を逃れて東国に下ったとされ（『愚管抄』）、元暦元年（1184年）には平頼盛などとともに鎌倉に滞在していたという。なお、能保の鎌倉での滞在先は阿野全成（頼朝の異母弟）の邸だったという。
元暦2年（1185年）壇ノ浦の戦いで平家が滅び、源頼朝が新たな権力者となる。頼朝にとっては、存命の同母兄弟姉妹は能保の妻である坊門姫だけであり（同母弟の希義は戦死、範頼・義経は異母弟）、能保は妻の縁により頼朝から全幅の信頼を寄せられるようになった。同年10月の後白河法皇による頼朝追討宣旨発給の経緯について、能保は「都人の伝言」として頼朝に報告しているが、その情報は後白河院の諮問に対する藤原経宗・九条兼実・徳大寺実定・吉田経房の奏上内容や院近臣の動向に触れるなど極めて詳細なものだった。能保が鎌倉にいながら朝廷中枢に関わる情報を得られた理由について、能保の母が徳大寺公能の娘であることから、実定が表向きは追討宣旨発給に賛同しながら、密かに甥の能保と通じていたのではないかとの推測がある（佐伯智広）。議奏指名後に実定が越前国、弟の実家が美作国を知行国として獲得しているのは、情報提供に対する報奨とも考えられる。能保は頼朝の父の菩提寺・勝長寿院の造営に際して、頼朝とともに造営の下見をしたり、文治元年（1185年）10月の同寺院の落成式には妻とともに参列している。元暦3年（1186年）再び都に戻り北条時政の後任として京都守護に就任し、頼朝と対立した源義経やその係累の捜索の指揮を取るなど、京都における頼朝の「耳目」の役割を担った。
頼朝の威光を背景に、能保は右兵衛督を務める一方で、元暦元年（1184年）従四位下、元暦3年（1186年）従四位上、元暦4年（1187年）正四位下と急速に昇進を果たし、文治4年（1188年）従三位に叙せられ公卿に列した。文治5年（1189年）参議に任ぜられるが、議政官の傍らで引き続き兵衛督を兼ねたほか、建久2年（1191年）には検非違使別当も兼帯。この間の文治6年（1190年）正三位に昇叙されている。なお、建久2年（1191年）3月の建久新制により頼朝の諸国守護権が公式に認められたが、能保が検非違使別当に、大江広元が検非違使庁の法曹部門を担当する明法博士に就任したのはこの前後であり、頼朝が在京武力掌握のために検非違使庁を幕府の管理下に置く構想を抱いていたとする見解がある。
能保自身は後白河法皇・後鳥羽天皇に近侍して重用される一方、妻や娘の保子（花山院忠経の妻、母は坊門姫）は後鳥羽天皇の乳母とする。さらに、九条良経（九条兼実の子）や西園寺公経を娘と娶わせ、花山院兼雅や土御門通親とも姻戚関係を結ぶなど、朝廷と幕府の双方に広い人脈を形成した。しかし、建久2年（1191年）4月の延暦寺の強訴では、内裏防御のための実働部隊の廷尉を動員できず、北条時定が現場から離脱、安田義定も能保の命令に不満を述べるなど、内裏防御に失敗。結局、能保は就任したばかりの検非違使別当を辞任している（建久二年の強訴）。この経緯から、能保の指揮能力が欠如していたとの指摘がある（佐伯智広）。
建久2年（1191年）3月に権中納言に昇進するが、翌建久3年（1192年）8月に権中納言兼検非違使別当を辞職する。能保の急激な台頭に対する有力公家の反感も強く、同じ親頼朝派でありながら九条兼実とも不仲であった。能保と兼実の対立は、建久2年（1191年）6月の能保の娘と兼実の子の九条良経の婚姻を巡るトラブルより顕著になり始め、同年11月の除目における高能の近衛中将昇進、建久6年（1195年）正月の尊長の僧綱昇進がともに兼実の「身分不相応」との主張によって見送られ（ともに『玉葉』）、更に能保が源頼朝の娘大姫の入内計画に加担すると、対立は決定的となった。このため、建久7年（1196年）に土御門通親と九条兼実が対立した建久七年の政変では通親を支持したとされている。
建久5年（1194年）8月に病に倒れて出家し、保蓮と号した。建久8年（1197年）10月13日薨去。享年51。
なお、鎌倉幕府4代将軍・九条頼経は、頼朝の同母姉妹（能保の妻）の曾孫であることを理由に将軍に擁立された。

## 官歴
『公卿補任』による。
- 仁平3年（1153年） 正月5日：叙爵（上西門院御給）
- 保元2年（1157年） 12月17日：丹波守（申請可造章善門之由）
- 保元3年（1158年） 10月6日：止守
- 仁安2年（1167年） 12月13日：太皇太后宮権亮（太皇太后・藤原多子）
- 仁安3年（1168年） 正月6日：従五位上（上西門院当年御給）
- 承安3年（1173年） 11月21日：正五位下（㝡勝光院供養日行幸賞、上西門院御給）
- 元暦元年（1184年） 3月27日：兼左馬頭（去年秋下向相模国鎌倉、未上洛之間也）。6月5日：讃岐守（兼大宮権亮、止藤原忠季任之）。7月13日：以権亮譲任藤原長経。12月17日：従四位下
- 元暦2年（1185年） 6月28日：以讃岐守譲任治部少輔源隆保。12月15日：右兵衛督（今日以左馬頭譲任男高能）
- 元暦3年（1186年） 正月5日：従四位上（臨時）
- 元暦4年（1187年） 正月：正四位下
- 文治4年（1188年） 10月14日：従三位
- 文治5年（1189年） 7月10日：参議、督如元
- 文治6年（1190年） 正月24日：兼伊予権守。7月18日：兼左兵衛督。12月14日：正三位（臨時）
- 建久2年（1191年） 2月1日：兼検非違使別当。3月28日：権中納言。4月1日：更任左兵衛督検非違使別当。12月：辞別当
- 建久3年（1192年） 7月28日：止両職辞状。8月8日：被下辞状。8月9日：本座並勅授宣旨
- 建久4年（1193年） 正月28日：従二位（臨時）
- 建久5年（1194年） 閏8月2日：出家（依病也）
- 建久8年（1197年） 10月13日：薨去

## 系譜
- 父：藤原通重
- 母：藤原公能の娘
- 妻：坊門姫（源義朝の娘） - 頼朝の同母姉妹
  - 男子：一条高能（1176-1198）
  - 女子：九条良経正室（1167-1200）
  - 女子：一条全子（?-1227） - 西園寺公経室
  - 女子：一条保子（大納言三位） - 花山院忠経室、後鳥羽天皇乳母
- 妻：江口遊女慈氏
  - 男子：一条信能（1190-1221）
- 妻：家女房（藤原有恒の娘） - のち西園寺公経娘の乳母
  - 男子：一条実雅（1196-1228）
- 妻：僧仁操の娘
  - 男子：能性
- 生母不明の子女
  - 男子：能全
  - 男子：長能
  - 男子：尊長（?-1227）
  - 女子：中院通方室
  - 女子：右衛門督局 - 後嵯峨天皇宮人、円助法親王母[8]
  - 女子

## 関連作品
テレビドラマ
- 『草燃える』（1979年、NHK大河ドラマ、演：平田昭彦）